# أنجيلا فيذرستون
أنجيلا فيذرستون هي ممثلة كندية، ولدت في 3 أبريل 1965 بهاميلتون في كندا. بدأت مشوارها المهني سنة 1991.

## أعمال

### أفلام
- (1992) جيش الظلام
- (1997) كون إير[2]
- (2009) العازف المنفرد[3]

## وصلات خارجية
- أنجيلا فيذرستون على موقع IMDb (الإنجليزية)
- أنجيلا فيذرستون على موقع ألو سيني (الفرنسية)
- أنجيلا فيذرستون على موقع أول موفي (الإنجليزية)
- أنجيلا فيذرستون على موقع قاعدة بيانات الأفلام السويدية (السويدية)
- أنجيلا فيذرستون على موقع إن إن دي بي (الإنجليزية)
- أنجيلا فيذرستون على موقع قاعدة بيانات الفيلم (الإنجليزية)
- أنجيلا فيذرستون على موقع كينوبويسك (الروسية)